# Torres Torres
Torres Torres – gmina w Hiszpanii, w prowincji Walencja, we wspólnocie autonomicznej Walencja, o powierzchni 11,77 km². W 2011 roku liczyła 614 mieszkańców.